# 韋克菲爾德座堂
韋克菲爾德座堂（英語：Wakefield Cathedral）是位於英國西約克郡城市韋克菲爾德的一座教堂，屬聖公會利茲教區。韋克菲爾德主教座堂的尖塔高度是約克郡最高的，達75米（247英尺），也是韋克菲爾德最高的建築。1953年7月14日，韋克菲爾德主教座堂被列入英國一級保護建築名單。

## 外部連結
- 维基共享资源上的相關多媒體資源：韋克菲爾德座堂
- Wakefield Cathedral （页面存档备份，存于）
- Wakefield Cathedral on Skyscrapernews.com （页面存档备份，存于）